# Liste der Stolpersteine in Ilvesheim
Die Liste der Stolpersteine in Ilvesheim enthält die Stolpersteine in Ilvesheim, die an das Schicksal der Menschen dieser Stadt erinnern, die während der Zeit des Nationalsozialismus vom NS-Regime ermordet, deportiert, vertrieben oder in den Suizid getrieben wurden.
Die ersten Verlegungen in dieser Gemeinde erfolgten am 19. September 2020.

## Projekt
Der erste Versuch, in Ilvesheim Stolpersteine zu verlegen, wurde seitens des Gemeinderates abschlägig beschieden. Als dann im Jahre 2019 ein neuer Versuch in die Weg geleitet wurde, stimmte der Gemeinderat zu. Die ersten beiden Stolpersteine waren dem Gedenken an Fanny und Hilda Löb gewidmet, sie wurden 2020 in der Hauptstraße verlegt. Die Verlegung weiterer Stolpersteine folgte im Jahr darauf.

## Verlegte Stolpersteine
In Ilvesheim wurden sechzehn Stolpersteine an sechs Adressen verlegt.
| Stolperstein | Übersetzung                                                                                                | Verlegeort          | Name, Leben                                          |
| ------------ | --- | ------------------- | ---------------------------------------------------- |
|              | HIER WOHNTE AUGUSTE HAMMEL GEB. PFEIFEL JG. 1894 FLUCHT 1936 PALÄSTINA                                     | Schlossstraße 23    | Auguste Hammel, geborene Pfeifer (1894-)             |
|              | HIER WOHNTE HERBERT HAMMEL JG. 1882 FLUCHT 1936 PALÄSTINA                                                  | Schlossstraße 23    | Herbert Hammel (1882–1950)                           |
|              | HIER WOHNTE JAKOB HAMMEL JG. 1926 FLUCHT 1936 PALÄSTINA                                                    | Schlossstraße 23    | Jakob Hammel (1926-)                                 |
|              | HIER WOHNTE ERNST MORITZ HOCHSTÄDTER JG. 1902 'SCHUTZHAFT' 1938 DACHAU FLUCHT 1938 USA                     | Pfarrstraße 10      | Ernst Moritz Hochstädter (1902–1983)                 |
|              | HIER WOHNTE AUGUSTE HAMMEL GEB. KAUFMANN JG. 1894 DEPORTIERT 1942 TRANSIT-GHETTO IZBICA ERMORDET           | Pfarrstraße 10      | Regine Hochstädter, geborene Kaufmann (1877–1942/45) |
|              | HIER WOHNTE JULIUS KAHN JG. 1867 'SCHUTZHAFT' 1938 DACHAU DEPORTIERT 1940 GURS INTERNIERT NOE TOT 3.8.1941 | Verbindungsstraße 1 | Julius Kahn (1867–1941)                              |
|              | HIER WOHNTE THEKLA KAHN GEB. HIRSCH JG. 1877 DEPORTIERT 1940 GURS INTERNIERT NOE FLUCHT 1943 USA           | Verbindungsstraße 1 | Thekla Kahn, geborene Hirsch (1877-)                 |
|              | HIER WOHNTE ESTHER ELSE KAUFMANN JG. 1920 FLUCHT 1938 USA                                                  | Schlossstraße 16    | Esther Else Kaufmann (1920–?)                        |
|              | HIER WOHNTE IRMA HENRIETTE KAUFMANN JG. 1922 FLUCHT 1938 USA                                               | Schlossstraße 16    | Irma Henriette Kaufmann (1922–?)                     |
|              | HIER WOHNTE MORITZ KAUFMANN JG. 1884 FLUCHT 1938 USA                                                       | Schlossstraße 16    | Moritz Kaufmann (1884–1958)                          |
|              | HIER WOHNTE ROSA KAUFMANN GEB. NUSSBAUM JG. 1891 FLUCHT 1938 USA                                           | Schlossstraße 16    | Rosa Kaufmann, geborene Nussbaum (1891–1967)         |
|              | HIER WOHNTE ADOLF KUHN JG. 1861 DEPORTIERT 1940 GURS TOT 21.11.1940                                        | Hauptstraße 29      | Adolf Kuhn (1861–1942/45)                            |
|              | HIER WOHNTE ALMA KUHN JG. 1891 DEPORTIERT 1940 GURS INTERNIERT DRANCY 1942 AUSCHWITZ ERMORDET              | Hauptstraße 29      | Alma Kuhn (1891–1942/45)                             |
|              | HIER WOHNTE OTTO KUHN JG. 1888 DEPORTIERT 1940 GURS INTERNIERT DRANCY 1942 AUSCHWITZ ERMORDET              | Hauptstraße 29      | Otto Kuhn (1888–1942/45)                             |
|              | HIER WOHNTE FANNY LÖB JG. 1890 DEPORTIERT 1940 GURS TOT 13.9.1941                                          | Hauptstraße 33      | Fanny Löb (1890–1941)                                |
|              | HIER WOHNTE HILDA LÖB JG. 1893 FLUCHT FRANKREICH INTERNIERT DRANCY DEPORTIERT 1942 ERMORDET IN AUSCHWITZ   | Hauptstraße 33      | Hilda Löb (1893–1942/45)                             |

## Verlegedaten
- 19. September 2020: Hauptstraße 33
- 22. Oktober 2021: alle anderen Adressen